# 绍普
绍普是德国莱茵兰-普法尔茨州的一个市镇。总面积11.35平方公里，总人口1422人，其中男性703人，女性719人（2011年12月31日），人口密度125人/平方公里。